# Paranormal Activity (serie de películas)
Paranormal Activity (Actividad paranormal en Hispanoamérica y Paranormal Activity en España) es una franquicia de terror sobrenatural y de metraje encontrado estadounidense creado por el director y guionista israelí Oren Peli, la película original se estrenó en 2007.
Las películas se basan en los casos de familias (en especial, la familia Featherston/Rey) que son acosados por un demonio sobrenatural que acecha, aterroriza y finalmente asesina a varios miembros de la familia y otros espectadores durante el transcurso de las películas. Además todas las películas pueden ser vistas en cámaras de seguridad o cámara en mano.
La serie ha recibido críticas mixtas, con la primera y tercera película teniendo una recepción crítica generalmente positiva, mientras que la segunda película, así como el spin-off, The Marked Ones, recibieron más tibias y la cuarta, sexta y séptima obtuvieron principalmente recepción negativa.

## Películas

### Paranormal Activity(2007)
En 2006, conformado por una joven pareja, Katie y Micah, que recientemente se mudan a una nueva casa en San Diego, California, son aterrorizados por un demonio que Katie cree que la ha seguido toda su vida.

### Paranormal Activity 2(2010)
La hermana de Katie, Kristi y su familia, quien viven en Carlsbad, California, experimentan una extraña actividad después del nacimiento del hijo de Kristi, Hunter. La película se sitúa en 2006, varias semanas antes de los acontecimientos y después de la primera película.

### Paranormal Activity 3(2011)
Establecido en 1988, se centra en Katie y Kristi de niñas, que viven con su madre, Julie, y el novio de Julie, Dennis, en Santa Rosa, California. Se encuentran con "Toby", el demonio por primera vez. Preocupado, Dennis decide instalar algunas cámaras alrededor de la casa.

### Paranormal Activity 4(2012)
Establecido en el año 2011, la película se centra en Alex Nelson y su familia que viven en un barrio en Henderson, Nevada. La familia comienza a sentirse desacomodada con respecto al hermano adoptado de Alex, Wyatt, después de que Katie y su misterioso hijo, Robbie, se muden al otro lado de la calle.

### Paranormal Activity: The Marked Ones(2014)
La película sigue a una comunidad latina en Oxnard, California, en 2012. Donde Jesse y su familia se enfrentan al demonio de un misterioso culto que lo ha "marcado" . Documentan sus experiencias utilizando herramientas básicas de grabación y con pistas de las películas anteriores para tratar de entender lo que les está sucediendo.

### Paranormal Activity: The Ghost Dimension(2015)
En 2013, la película sigue a la familia Fleege, una familia de tres personas que, tras haberse mudado a una casa en Santa Rosa, California, descubren varias cintas que muestran a Katie y Kristi en medio de su ritual de iniciación para entrar en un convento demoníaco 21 años antes. La familia comienza a ser perseguida por el demonio cuando la hija, Leila, es atacada como ella nació en la misma fecha que de un niño de la parte anterior, Hunter. Junto con grabadores normales, la familia también descubre un grabador de vídeo único que puede mostrar acontecimientos sobrenaturales, que utilizan para registrar las actividades cada vez mayores paranormales.

### Paranormal Activity: Next of Kin(2021)
En 2021, la película sigue a una joven que intenta descubrir qué sucedió con su madre, que desapareció hace años, hasta que descubre una verdad aterradora sobre el pasado de su madre.

## Reparto
| Personaje                 | Personaje          | Película                   | Película                     | Película                     | Película                     | Película                                    | Película                                        |
| Personaje                 | Personaje          | Paranormal Activity (2007) | Paranormal Activity 2 (2010) | Paranormal Activity 3 (2011) | Paranormal Activity 4 (2012) | Paranormal Activity: The Marked Ones (2014) | Paranormal Activity: The Ghost Dimension (2015) |
| ------------------------- | ------------------ | -------------------------- | ---------------------------- | ---------------------------- | ---------------------------- | ------------------------------------------- | ----------------------------------------------- |
| Katie Featherston         | Adulta             | Katie Featherston          | Katie Featherston            | Katie Featherston            | Katie Featherston            | Katie Featherston                           |                                                 |
| Katie Featherston         | Joven              |                            |                              | Chloe Csengery               |                              | Chloe Csengery                              | Chloe Csengery                                  |
| Micah Sloat               | Micah Sloat        | Micah Sloat                | Micah Sloat                  |                              |                              | Micah Sloat                                 |                                                 |
| Kristi Rey                | Adulta             |                            | Sprague Grayden              | Sprague Grayden              | Sprague Grayden              |                                             |                                                 |
| Kristi Rey                | Joven              |                            |                              | Jessica Tyler Brown          |                              | Jessica Tyler Brown                         | Jessica Tyler Brown                             |
| Daniel Rey                | Daniel Rey         |                            | Brian Boland                 | Brian Boland                 | Brian Boland                 |                                             |                                                 |
| Ali Rey                   | Ali Rey            |                            | Molly Ephraim                |                              |                              | Molly Ephraim                               |                                                 |
| Hunter Rey / Wyatt Nelson | Bebe               |                            | Jackson Xenia Prieto         |                              |                              |                                             |                                                 |
| Hunter Rey / Wyatt Nelson | Niñito             |                            | William Juan Prieto          |                              | William Juan Prieto          |                                             |                                                 |
| Hunter Rey / Wyatt Nelson | Joven              |                            |                              |                              | Aiden Lovekamp               |                                             | Aiden Lovekamp                                  |
| Martine                   | Martine            |                            | Vivis Cortez                 |                              |                              |                                             |                                                 |
| Dennis                    | Dennis             |                            |                              | Chris Smith                  |                              |                                             | Chris Smith                                     |
| Julie Featherston         | Julie Featherston  |                            |                              | Lauren Bittner               |                              |                                             | Lauren Bittner                                  |
| Lois                      | Lois               |                            |                              | Hallie Foote                 |                              | Hallie Foote                                | Hallie Foote                                    |
| Randy Rosen               | Randy Rosen        |                            |                              | Dustin Ingram                |                              |                                             |                                                 |
| Alex Nelson               | Alex Nelson        |                            |                              |                              | Kathryn Newton               |                                             |                                                 |
| Ben                       | Ben                |                            |                              |                              | Matt Shively                 |                                             |                                                 |
| Robbie Featherston        | Robbie Featherston |                            |                              |                              | Brady Allen                  |                                             |                                                 |
| Doug Nelson               | Doug Nelson        |                            |                              |                              | Stephen Dunham               |                                             |                                                 |
| Holly Nelson              | Holly Nelson       |                            |                              |                              | Alexondra Lee                |                                             |                                                 |
| Jesse Arista              | Jesse Arista       |                            |                              |                              |                              | Andrew Jacobs                               |                                                 |
| Hector Estrella           | Hector Estrella    |                            |                              |                              |                              | Jorge Diaz                                  |                                                 |
| Marisol Vargas            | Marisol Vargas     |                            |                              |                              |                              | Gabrielle Walsh                             |                                                 |
| Irma Arista               | Irma Arista        |                            |                              |                              |                              | Renée Victor                                |                                                 |
| Arturo Lopez              | Arturo Lopez       |                            |                              |                              |                              | Richard Cabral                              |                                                 |
| Ryan Fleege               | Ryan Fleege        |                            |                              |                              |                              |                                             | Chris J. Murray                                 |
| Emily Fleege              | Emily Fleege       |                            |                              |                              |                              |                                             | Brit Shaw                                       |
| Mike Fleege               | Mike Fleege        |                            |                              |                              |                              |                                             | Dan Gill                                        |
| Leila Fleege              | Leila Fleege       |                            |                              |                              |                              |                                             | Ivy George                                      |
| Skyler                    | Skyler             |                            |                              |                              |                              |                                             | Olivia Taylor Dudley                            |

## Desarrollo
El primer director Oren Peli había tenido miedo de los fantasmas toda su vida, incluso temiendo la película de comedia Ghostbusters, pero tenía la intención de canalizar ese miedo en algo positivo y productivo. Peli tomó un año para preparar su propia casa para disparar, hasta llegar a repintar las paredes, añadir muebles, poner una alfombra y construir una escalera. En este tiempo, también realizó extensas investigaciones sobre los fenómenos paranormales y la demonología, afirmando: "Queríamos ser tan veraces como podríamos ser". La razón para hacer de la entidad sobrenatural en la historia un demonio fue el resultado de la investigación que apunta a que las entidades más malévolas y violentas son "demonios". Los fenómenos de la película tienen lugar en gran parte de noche -la vulnerabilidad de estar durmiendo, razonó Peli, aprovecha el miedo más primario de un ser humano, diciendo: "Si algo está al acecho en tu casa no hay mucho que puedas hacer al respecto". Tratando de centrarse en la creatividad en lugar de la acción y la sangre, Peli optó por rodar la imagen con una cámara de vídeo doméstico. Al decidir sobre un formato más crudo y estacionario (la cámara estaba casi siempre sentada sobre un trípode o algo más) y eliminando la necesidad de un equipo de cámara, se creó un "mayor grado de plausibilidad" para el público, ya que eran "más invertidos en la historia y los personajes". Peli dice que el diálogo era "natural" porque no había guion real. En cambio, a los actores se les dieron esquemas de la historia y situaciones para improvisar, una técnica conocida como "retroscripting" utilizada en la creación de The Blair Witch Project. Al proyectar la película, Peli audicionó "unos cuantos cientos de personas" antes de finalmente conocer a Katie Featherston y Micah Sloat. Originalmente los audicionó individualmente y más tarde los llamó de nuevo a la audición juntos. Peli estaba impresionado con la química entre los actores, diciendo: "Si usted vio las imágenes, habrías pensado que se conocían desde hace años". Durante una aparición en The Jay Leno Show el 3 de noviembre de 2009, Sloat y Featherston explicaron que cada uno vio la llamada de casting en LACasting. Featherston señaló que originalmente se les pagó $500 por su trabajo. La película fue rodada fuera de secuencia debido a la auto-impuesta horario de Peli de siete días de rodaje, aunque Peli habría preferido que la historia se desarrolla para los actores como lo había previsto. Sloat, que controlaba la cámara durante gran parte de la película, fue un antiguo camarógrafo en la estación de televisión de su universidad. "Fue una semana muy intensa", recordó Peli, afirmando que la película sería rodada día y noche, editada al mismo tiempo, y que tendría los efectos visuales aplicados a ella mientras se estaba finalizando la escena en acción.
Paramount Pictures y DreamWorks contrataron al guionista Michael R. Perry para crear Paranormal Activity 2. Oren Peli, el director de la primera película, sirvió como productor de esta precuela. Kevin Greutert, director de Saw VI, fue contratado inicialmente para dirigir la precuela; Sin embargo, Lions Gate Entertainment ejerció una cláusula en el contrato de Greutert para que le dirija la película final en la serie de la película Saw. Ambos actores de la primera película, Katie Featherston y Micah Sloat, repiten sus papeles en la precuela. Kip Williams dirigió Paranormal Activity 2, que comenzó su producción en mayo de 2010 y fue lanzado en octubre del mismo año.
Paranormal Activity 3 y Paranormal Activity 4 fueron dirigidos por Henry Joost y Ariel Schulman, cineastas de documentales que eran bien conocidos por su debut como protagonista en Catfish. La producción de la tercera entrada comenzó en junio de 2011, con un lanzamiento el 21 de octubre del mismo año. El rodaje de la cuarta película comenzó en junio de 2012, con un lanzamiento del 19 de octubre.
Una película spin-off con temas latinoamericanos, titulada Paranormal Activity: The Marked Ones fue lanzada el 3 de enero de 2014. Oren Peli, el creador de la franquicia, volvió a producir el spin-off. Christopher B. Landon, un guionista que había trabajado en las tres entradas anteriores de la serie sirvió como escritor y director.
La sexta y última película de la serie, Paranormal Activity: The Ghost Dimension, fue anunciada para ser lanzado el 25 de octubre de 2013. Sin embargo, en agosto de 2013, la fecha de lanzamiento se repitió al 24 de octubre de 2014.  El 17 de septiembre de 2014, el título de la película fue finalizado y la fecha de lanzamiento fue fijada el 27 de marzo de 2015, más tarde cambiado al 23 de octubre de 2015. En septiembre de 2013, se confirmó que Gregory Plotkin, un editor de películas que ha editado cada versión de la serie desde Paranormal Activity 2, hará su debut como director con la quinta película. Oren Peli, el creador de la franquicia, y Jason Blum volverán a producir la quinta película, y Katie Featherston volverá a interpretar su papel como Katie. A finales de septiembre de 2013, Paramount contrató a los escritores de Project Almanac, Jason Pagan y Andrew Stark para escribir el guion. Aunque el escritor Christopher B. Landon de la serie dijo que varias secuelas seguirían con The Ghost Dimension para terminar la historia, el productor Jason Blum más tarde confirmó que la película será de hecho el último en la serie. Él dijo: "Está llegando a su fin. Esto es, el final. Estamos diciendo antes de la película empiece. No vamos a moler esta franquicia de horror en el suelo. Esto mantendrá Paranormal Activity como parte de esta cultura y este tiempo particular en una manera realmente fantástica... Todas las preguntas que todo el mundo ha preguntado en las películas de Paranormal Activity: ¿Qué aspecto tiene Toby? ¿Cuál es el pasado de las familias? Estas preguntas se han tirado hacia fuera."

## Obras derivadas

### Paranormal Activity: Tokyo Night(2010)
Secuela japonesa de Paranormal Activity. Sigue a Haruka Yamano, que estaba en un accidente de coche que se rompió las piernas. Ella permanecía en casa con su hermano, mientras que su padre estaba ausente. 
La actividad extraña comenzó a suceder en la casa. Más tarde se reveló que Haruka mató a Katie en el accidente de coche, haciendo que el demonio pueda transferir a ella.

### Paranormal Activity: The Lost Soul(videojuego)
Un videojuego llamado Paranormal Activity: The Lost Soul fue lanzado en 2017 en PC, PS4, Xbox One y otras plataformas aún no anunciadas. El juego se lanzó en acceso anticipado el 14 de marzo del 2017 para HTC Vive y Oculus Rift. También hará uso de la PlayStation VR para PlayStation. En este la historia es de un hombre casado llamado Bill que se encuentra en su casa solitaria en un bosque donde sucesos extraños y macabros se han llevado a cabo además de animales desaparecidos y muertos y símbolos raros. Ahí es cuando él intenta resolver un misterio oculto en su casa junto a su hija y un espíritu que los acecha.

## Recepción
| Película                                 | Rotten Tomatoes   | Rotten Tomatoes      | Rotten Tomatoes     | Metacritic      | CinemaScore | IMDb                | FilmAffinity       |
| Película                                 | Críticos          | Críticos importantes | Audiencia           | Metacritic      | CinemaScore | IMDb                | FilmAffinity       |
| ---------------------------------------- | ----------------- | -------------------- | ------------------- | --------------- | ----------- | ------------------- | ------------------ |
| Paranormal Activity                      | 83% (193 reseñas) | 94% (31 reseñas)     | 56% (273 636 votos) | 68 (24 reseñas) | -           | 6.3 (198 119 votos) | 5.3 (30 406 votos) |
| Paranormal Activity 2                    | 58% (132 reseñas) | 55% (29 reseñas)     | 48% (102 872 votos) | 53 (23 reseñas) | B           | 5.7 (88 356 votos)  | 5.1 (11 491 votos) |
| Paranormal Activity 3                    | 69% (118 reseñas) | 57% (23 reseñas)     | 51% (74 628 votos)  | 59 (25 reseñas) | C+          | 5.8 (88 356 votos)  | 5.3 (7 869 votos)  |
| Paranormal Activity 4                    | 24% (104 reseñas) | 17% (18 reseñas)     | 34% (117 905 votos) | 40 (22 reseñas) | C           | 4.6 (55 049 votos)  | 4.1 (5 275 votos)  |
| Paranormal Activity: The Marked Ones     | 38% (81 reseñas)  | 32% (19 reseñas)     | 34% (35 358 votos)  | 42 (19 reseñas) | C-          | 5.0 (34 805 votos)  | 4.3 (3 138 votos)  |
| Paranormal Activity: The Ghost Dimension | 14% (71 reseñas)  | 20% (10 reseñas)     | 27% (25 171 votos)  | 30 (13 reseñas) | C           | 4.6 (19 958 votos)  | 4.2 (2 027 votos)  |
| Promedio                                 | 48%               | 46%                  | 42%                 | 49              | C+          | 5.3                 | 4.7                |